# Романовский, Борис Сергеевич
Борис Сергеевич Романовский (1891, Киев — 1948, Киев) — советский художник польского происхождения.
Учился в Киеве, затем в Париже у Пьера Боннара и Огюста Делеклюза. Работал в Париже как сценограф, в 1911 году прошла его первая персональная выставка.
В 1912 году вернулся в Киев. Сотрудничал с издательством Соломона Абрамова «Рассвет» как автор художественных открыток — в частности, с серией пейзажей Днепра (каждая открытка сопровождалась цитатой из Гоголя). В 1917 году для петроградского издательства Абрамова «Творчество» также выполнил ряд открыток (в частности, иллюстрации к народной сказке «Утро, Полдень и Вечер»).

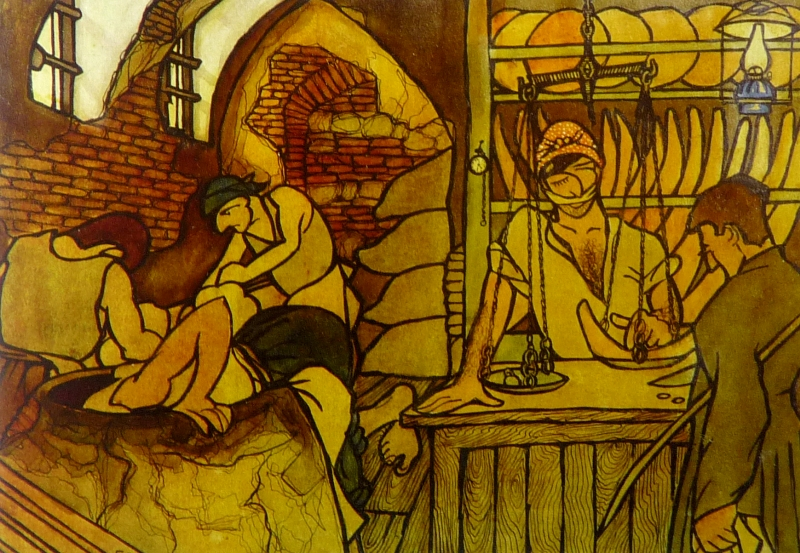
Борис Романовский. Булочная в Тбилиси (1930)

В 1925 году по приглашению Котэ Марджанишвили перебрался в Тбилиси, работал сценографом в Красном театре Пролеткульта Грузии и иллюстратором в издательстве «Заря Востока». В 1929 году прошла персональная выставка Романовского в Тбилиси. Ряд работ был создан им по заказу Музея истории Тбилиси — в том числе серия акварелей «Старый Тбилиси».
В 1931—1934 гг. работал в Ташкенте как театральный художник, затем вернулся в Грузию, преподавал в Сухуми, в 1937—1941 гг. художник-постановщик Тбилисской киностудии.
Мемориальная выставка состоялась в Тбилиси в 2006 году, издан каталог «Польский художник в Грузии» (пол. Borys Romanowski, polski malarz w Gruzji, 1925–47).
Внук — украинский театральный режиссёр Сергей Чулков.